# Diadromus candidatus
Diadromus candidatus är en stekelart som först beskrevs av Johann Ludwig Christian Gravenhorst 1829.  Diadromus candidatus ingår i släktet Diadromus och familjen brokparasitsteklar. Arten är reproducerande i Sverige. Inga underarter finns listade i Catalogue of Life.